# Stratégie de survie
 (janvier 2020).
La théorie de l'évolution de Darwin montre que seuls les plus adaptés survivent. Et qu'il s'agisse de résister à des conditions climatiques changeantes ou à un environnement brutalement différent (notamment lors de crises géologiques), mais également sur du plus long terme par adaptation aux relations inter-spécifiques. En effet, il existe une véritable pression de sélection sur le génome d'une espèce.
Ainsi, les génomes sélectionnés présenteront des adaptations morpho-anatomiques, physiologiques mais aussi comportementales favorables. D'où la notion de stratégie de survie. Le but premier d'une espèce étant de survivre, assez longtemps pour pouvoir se reproduire et ainsi se pérenniser dans le temps, les individus vont développer des mécanismes le leur permettant (par sélection naturelle).
Survivre à quoi? Il faut voir pour cela les différents types d'interactions entre les êtres vivants (cf. interaction biologique), et entre les êtres vivants et l'environnement. 
Peut-on ainsi qualifier la carapace d'une tortue comme une stratégie de survie, lui conférant ainsi une protection contre ses prédateurs?
Il faudrait donc distinguer plusieurs types de stratégies: les stratégies morphologiques, anatomiques, physiologiques, comportementales, etc.